# Nicolae Bălcescu (cartier)
Nicolae Bălcescu este un cartier al orașului Roman din România, situat în extremitatea estică a orașului, aproape de malurile râului Siret. La sfârșitul secolului al XIX-lea, orașul nu era extins până în această zonă, aici funcționând, în plasa Moldova a județului Roman, comuna Carol I, formată din satele Carol I și Luțca având în total 1205 locuitori ce trăiau în 289 de case. Anuarul Socec din 1925 o consemnează în aceeași plasă cu 1449 de locuitori în satele Carol I, Luțca și Stârpu. În 1931, comuna a revenit la alcătuirea cu satele Carol I și Luțca. În 1948, comuna și satul ei de reședință au primit numele de Nicolae Bălcescu, iar comuna a fost desființată la scurt timp, satul Luțca trecând la comuna Sagna, iar satul Nicolae Bălcescu fiind înglobat în orașul Roman.